# 中印边界问题特别代表会晤机制
中印边界问题特别代表会晤机制是中國和印度於2003年確立的對話機制，旨在探讨如何解決中印边界問題。1979年，印度外交部长阿塔尔·比哈里·瓦杰帕伊访华期间首次提出中印边界问题特别代表会晤机制。 2003年6月，阿塔尔·比哈里·瓦杰帕伊以印度总理身份再次访华，期间他又提到了这一机制。最終兩國確立這一對話機制。截至2024年12月18日，中国和印度已举行二十三次中印边界问题特别代表会晤。
2004年11月舉行的中印边界问题特别代表第四次會晤期間，戴秉国建议，中印边界问题特别代表机制应按照“三步走”（三個階段）的模式解决中印邊界問題： 
1. 确立解决中印边界问题的指导原则
2. 确立落实指导原则的框架协定
3. 划界立桩

2005年，中印兩國签署《解决边界问题的政治指导原则》 ，兩國完成了第一步工作。从第六次會晤开始，兩國進入第二阶段的谈判。 
2012年，中印边界问题特别代表第15次會晤確立了中印边境事务磋商和协调工作机制。 
| 序號 | 照片 | 中方代表 | 任期        |
| ---- | ---- | -------- | ----------- |
| 1    |      | 戴秉国   | 2003年起    |
| 2    |      | 杨洁篪   | 2013年起    |
| 3    |      | 王毅     | 2018年4月起 |